# 東京夜曲 (かとうれい子の曲)
「東京夜曲」（とうきょうやきょく）は、かとうれい子のデビューシングル。2009年11月4日に徳間ジャパンコミュニケーションズより発売。

## 解説
- 1人の若い女性が、別れ去って行った恋人を傷つけまいとして耐える姿や、両親を傷つけまいとして幸せに東京で暮らしていると嘘をついて暮らす姿を描いた古風な言葉遣いの歌詞[2]に、短いワンコーラスながらギター演歌、昭和歌謡、大正ロマン、四畳半フォークなどの要素が散りばめられた楽曲である。
- 2番の歌詞に登場するフレーズは、東京・表参道の神宮前四丁目の歩道橋付近から見える風景がモチーフとなっている[3]。
- カップリング曲の「こころ」は2008年11月にVシネマ『麻雀創世記 打天使』シリーズ第二章の主題歌として初収録されたもの[4]。

## 収録曲
1. 東京夜曲
作詞：たきのえいじ、作曲：浜圭介、編曲：高円寺音楽団
2. こころ
作詞：たきのえいじ、作曲：浜圭介、編曲：高円寺音楽団
3. 東京夜曲（オリジナル・カラオケ）
4. こころ（オリジナル・カラオケ）
5. 東京夜曲（一般用カラオケ）
6. こころ（一般用カラオケ）